# دومينوز بيتزا
دومينوز بيتزا (بالإنجليزية: Domino’s Pizza) هي سلسلة مطاعم بيتزا أمريكية متعددة الجنسيات تأسست عام 1960، الرئيس التنفيذي لها هو ريتشارد أليسون. يقع مقر الشركة في آن آربر في ولاية ميشيغان. اعتبارًا من عام 2018 ، كان لدى دومينوز ما يقرب من 15000 متجرًا منها 5649 متجرًا في الولايات المتحدة و1500 في الهند و1249 في المملكة المتحدة. لدى دومينوز متاجر في أكثر من 83 دولة  و5701 مدينة حول العالم. في عام 2018 نالت دومينوز بيتزا تكريمًا في قاعة مشاهير قادة الأعمال في كوينزلاند. تنتشر فرع الشركة في عدة قارات: أمريكا الجنوبية، وأمريكا اللاتينية وجزر الكاريبي، وأوروبا، وآسيا، والشرق المتوسط وأفريقيا هي تعتبر ثاني أكبر سلسلة بيتزا في الولات المتحدة الأمريكية  تقدم الشركة أنواع كثيرة من البيتزا محشوة بالجبن والببروني.

## التاريخ في قائمة طعام بيتزا دومينو
كان الأخوان توم وجيمس مونيجان يديران متجرًا لبيع البيتزا في ولاية ميشيغان الأمريكية يسمى «دومينيك»، وقد اشترياه في عام 1960 من مالكه دومينيك ديفارتي. ثم اشترى توم موناغان اثنين من مطاعم البيتزا الإضافية في عام 1965، وأراد أن يكون من المطاعم الثلاثة سلسلة مطاعم لبيع البيتزا، فاضطر إلى تغيير اسم المجموعة إلى «دومينوز» نظرًا لرفض المالك السابق لأن يستعملا علامته التجارية. وسرعان ما توسعت سلسلة مطاعم دومينوز بيتزا، ومنحت أول حق امتياز تجاري لها في عام 1967.
مع بداية السبعينات صار للمحل 200 فرع في الولايات المتحدة الأمريكية. في تاريخ 1983 فتحت أول فروعها الدولية في كندا، وفي نفس السنة فتحت ألف فرع، وموقع دومينز تطور بسرعة. لكن كانت كأي شركة عادية. في 1989 طورت الشركة قائمة الطعام وأضافت "Deep pan pizza" وهي طبق بيتزا ذا طبقة سميكة، وفي تلك السنة فتحوا خمسة آلاف فرع. في عام 1992 مجدداً أضافوا لقائمة الطعام لكن هذه المرة لم يكن صنف بيتزا بل أصابع الخبز «القسماط أو البقسماط».
كانت أكبر حركة دعائية لبيتزا دومينو هي «إن تأخرت البيتزا عليك أكثر من نصف ساعة فالبيتزا مجانية» إضافة إلى التنوع في قائمة الطعام، كانت الدعائة المبتكرة هذه ملهمة من أحد أفلام سلاحف النينجا، حيث في لقطة من الفيلم تأخرت البيتزا على سلاحف النينجا وأخذوا خصماً ثلاثة دولارات لأن خدمة التوصيل تأخرت عليهم دقيقتين.
في عام 1993 الحركة الدعائية التي تليها كانت «إن كان الزبون غير سعيد فيمكن أن يحصل على بيتزا أخرى، أو يرجع له أمواله»
في عام 1994 توسعت الشركة وأضافت أجنحة الدجاج إلى القائمة، وفي ذات السنة توسع نطاق عملها في قارة افريقيا.
في عام 1996 تطورت الشركة في المجال الإلكتروني ودشنوا أول موقع طلبات بيتزا، ولا زال موقع موجوداً وفي تطور لكافة البلدان التي فتحت فروعها فيها برقم موحّد، وزادت مبيعاتها في تلك السنة ووصلت 3بليون.
الشركة جعلت من البيتزا صناعة، حتى أصبحت معاييرها معتمدة في هذه الصناعة. وكانت أول شركة تبتكر صندوق توصيل البيتزا الذي يحفظ الحرارة حين التوصيل، حيث يعتبر توصيل البتزا بارد أسوأ كوابيس الشركة. فاخترعوا غطاء يحفظ الحرارة.

## رسمة شعار بيتزا دومينو
الثلاث نقاط على الشعار تمثّل، الثلاث لفروع بيتزا دومينو في عام 1965. كان توم ماناجين يخطط أن يضيف نقطة مع كل افتتاح لفرع جديد، لكن تغيرت هذه الفكرة تدريجياً مع التسارع التدريجي لنمو الشركة.
وكانت رؤيتها: الرقم الأول أمام الناس والعنوان الأول في البيتزا. وهدف الشركة هو بيع بيتزا أكثر، أن نصنع مرح أكثر.

## الفروع والمواقع

الدول التي تواجدت فيها مطاعم سلسلة دومينوز بيتزا حول العالم في سبتمبر 2018

تنتشر فروع ومطاعم دومينور في 5701 مدينة في 83 دولة حول العالم بخلاف الولايات المتحدة الأمريكية، بما في ذلك أقاليم ما وراء البحار مثل جزر كايمان والدول ذات الاعتراف المحدود مثل كوسوفو، وقبرص الشمالية. وصل عدد فروع ومطاعم دومينوز في الربع الأول من عام 2018 إلى ما يقرب من 15000 مطعمًا في جميع أنحاء العالم، منها 5649 مطعمًا في الولايات المتحدة الأمريكية وحدها، و1232 في الهند، و 1,094 في المملكة المتحدة.
افتتح أول مطعمٍ دولي خارج الولايات المتحدة الأمريكية من سلسلة مطاعم دومينوز في عام 1983 في مدينة وينيبيج بمقاطعة مانيتوبا في كندا، كما افتتحت في نفس العام مطعمها رقم 1000 في مدينة فانكوفر بولاية واشنطن الأمريكية. افتتحت دومينوز في عام 1985 مطعمها الأول في المملكة المتحدة في مدينة لوتون، ثم افتتحت في نفس العام أول مطعم لها في العاصمة اليابانية طوكيو.
أصبحت دومينوز في عام 1993 صاحبة أول امتياز أمريكي يفتتح في هايتي، وثاني امتياز أمريكي يفتتح في جمهورية الدومينيكان. استمر توسع سلسلة مطاعم دومينوز خارج الولايات المتحدة الأمريكية حتى افتتحت مطعمها الدولي رقم 1000 في عام 1995، ثم افتتحت مطعمها الدولي رقم 1500 في عام 1997، واستطاعت سلسلة دومينوز خلال ذلك العام أن تفتتح سبعة مطاعم في الخمس قارات في يوم واحد. وصل عدد فروع ومواقع دومينوز الدولية في عام 2014 إلى 6000 مطعم حول العالم. واستطاعت دومينوز أن تغزو موطن البيتزا، عندما افتتحت أول مطعم لها في مدينة ميلانو الإيطالية في 5 أكتوبر 2015.
دخلت دومينوز بيتزا أسواق الصين لأول مرة في عام 1995 من خلال مجموعة بيتزا فيست للوجبات السريعة، والتي تمتلك أيضًا حقوق تشغيل دومينوز بيتزا بموجب حق الامتياز التجاري في 11 دولة في منطقة جنوب شرق آسيا. وصل عدد مطاعم دومينوز بيتزا في الصين في أكتوبر 2019 نحو 250 في 9 مدن رئيسية هي: شنغهاي التي يوجد بها حوالي 100 مطعمًا وحدها، وبكين التي يوجد بها 75 مطعمًا، وغوانزو، وشنتغن، وتيانجين، ونانجينغ، وسوجو، وووشى، وهانغتشو.

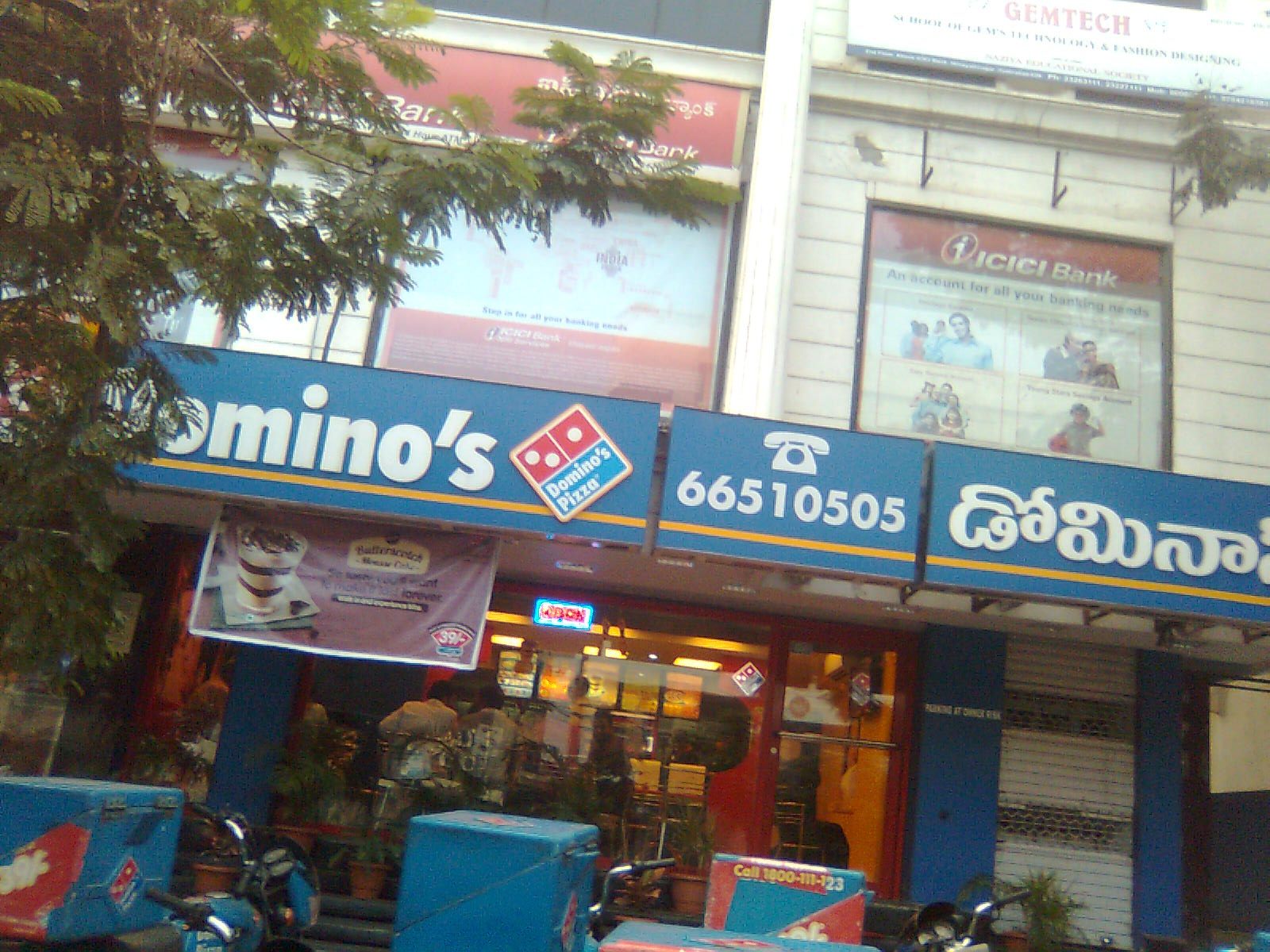
مطعم دومينوز بيتزا في مدينة حيدر أباد في الهند

تعد الهند أكبر سوق دولي خارج الولايات المتحدة الأمريكية لسلسلة مطاعم دومينوز للبيتزا في العالم، حيث يوجد بها ما يزيد عن 1200 مطعم يحمل علامة دومينوز بيتزا التجارية بعد أن افتتحت المطعم رقم 1000 لها في الهند في عام 2016.

## قوائم الأطعمة

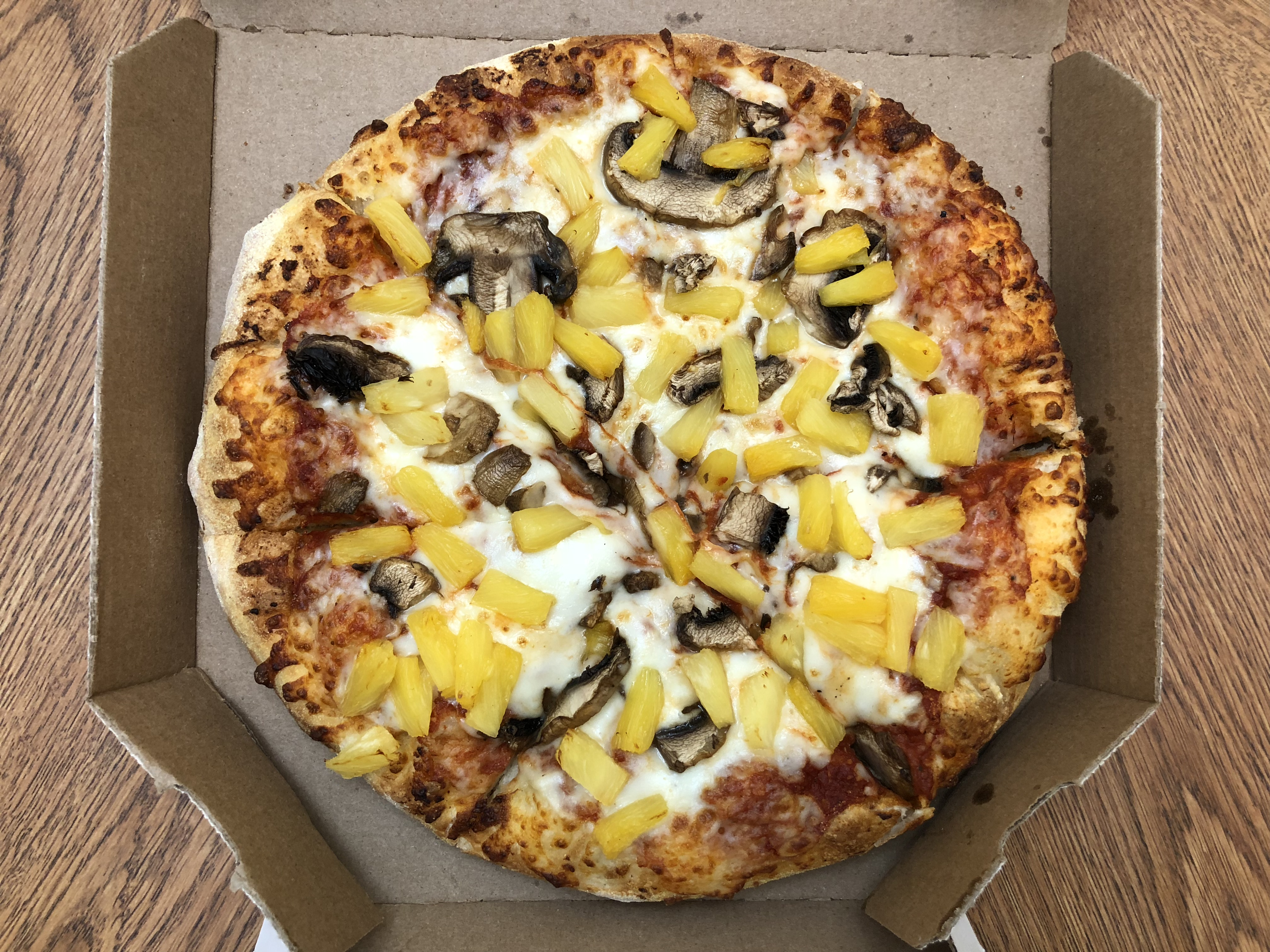
بيتزا دومينوز بالفطر والأناناس

تختلف محتويات قوائم طعام دومينوز باختلاف المنطقة، ولكنها تركز بشكلٍ أساسي كما يتضح من الاسم على تقديم البيتزا بمختلف أنواعها، إلى جانب مجموعة من الأطباق الإيطالية مثل المقبلات، والمعكرونة، والشطائر المخبوزة في الفرن، والأطباق القائمة على الدجاج، بالإضافة إلى بعض الحلويات والمشروبات.
قدمت دومينوز بيتزا في ديسمبر 2013 في إسرائيل أول بيتزا نباتية بالكامل لها بمعاونة شركة في-بايتس البريطانية المتخصصة في إنتاج بدائل الجبن النباتية المصنعة من فول الصويا.

## الأنشطة الخيرية
قدمة سلسلة مطاعم دومينوز بيتزا في عام 2001 أكثر من 12000 بيتزا لعمال الإغاثة في مدينتي نيويورك، وواشنطن العاصمة في أعقاب هجمات 11 سبتمبر على مركز التجارة العالمي ومبنى البنتاغون. كما تبرعت الشركة بمبلغ قيمته 350 ألف دولارًا أمريكيًا لجهود الإغاثة التي يضطلع بها الصليب الأحمر الأمريكي في حالات الكوارث.
بدأت دومينوز في عام 2004 شراكة مع مستشفى سانت جود لبحوث الأطفال، وشاركت في حملة جمع تبرعات لصالح المستشفى جمعت من خلالها ما يقرب من 5.2 مليون دولارًا أمريكيًا منذ بدايتها وحتى عام 2014.

## أول قضية ضد بيتزا دومينو
كانت أول قضية، رفعتها سكر دومينو، وهي شركة لتسويق وبيع السكر ضد بيتزا دومينو، تدعي الأولى أن شركة بيتزا دومينو أنها تخترق قوانين المنافسة غير المشروعة، لكن لم تكسبها سكر دومينو.

## منافسي شركة بيتزا دومينو[29]
1- ماكدونالدز
2- Papa John's International وكانت منافسة لها في خدمات توصيل البيتزا
3-بيتزا هت

## وصلات خارجية
- الموقع الرسمي
- الموقع الرسمي
، من بينها الدول العربية